# Christian 4.s Bryghus
55°40′23.160″N 12°34′47.280″Ø / 55.67310000°N 12.57980000°Ø
 "Kongens Bryghus (bygning)" omdirigeres hertil. For virksomheden af samme navn, se Kongens Bryghus.
Christian 4.s Bryghus (også kaldet Kongens Bryghus) er en historisk bygning på Slotsholmen i København. Den ligger ved Frederiksholms Kanal mellem Staldmestergården og Søren Kierkegaards Plads. Bygningen blev oprindelig opført som bastion og indgik i Københavns forsvarsanlæg. I 1618 blev den indrettet som bryggeri og fungerede som sådan frem til 1767, hvor den brændte. Efter genopførelsen blev den anvendt som magasinbygning, senest for Tøjhusmuseet frem til 1998.

## Historie

### Bastion
Bryghuset blev opført omkring 1608 under Christian 4. som en bastion, der indgik i Københavns forsvarsanlæg. Kystlinjen ved Slotsholmen var et svagt punkt i byens forsvar, og derfor lod kongen bygge en kraftig hjørnebastion på det sted, hvor bryghuset ligger i dag. De vældige mure, en åben platform øverst oppe samt brystværn og skydeskår skulle holde fjenden på afstand.

### Bryghus
Efter anlægget af Christianshavn med den nye bydels fremskudte kæde af volde og bastioner mistede bygningen imidlertid sin betydning som militært anlæg. I 1618 blev der indrettet bryggeri i den tidligere bastion, hvor der skulle brygges øl til militæret. Til det formål fik huset tilført et højt tagværk med spidse gavle og skifertag over den kraftige underbygning.
Huset tjente som bryghus de følgende 150 år. Bygningen blev hærget af en ildebrand i 1632 og blev bygget op igen 1635-36. I 1659 blev den udsat for et stormangreb af svenskerne under Stormen på København. Disse ulykker medførte måske, at bryghuset blev forpagtet til Peter Klovman, en borger i byen. Han fik eneret til at forsyne hofholdningen, Kastellet og flåden med øl og havde ret til at brygge flere forskellige overgærede ølsorter. Dette var ikke til det københavnske bryggerlaugs udelte tilfredshed, der klagede flere gange over hans stigende omsætning, som ødelagde deres forretning. I 1701 førte det til, at han ikke måtte handle med øltappere og kroersker. Hans efterfølger Joris Klovman lå også i konstant diskussion med bryggerlauget. Til sidst opgav de dygtige forpagtere, og det blev bryggerlauget, der blev forpagter af bryghuset i 1739 for den årlige sum af 3000 rigsdaler.

### Magasin
I maj 1767 brændte bryghuset igen. Dette medførte, at bryggeriet blev nedlagt og flyttet til en ny bygning på den anden side af Frederiksholms Kanal. I de efterfølgende år blev bryghuset genopført og fik sit nuværende udseende. Herefter tjente den i mere end 200 år som magasinbygning, først for Københavns Bryggerlaug og Søetaten, siden for Landetaten og senest for Tøjhusmuseet helt frem til 1998. Siden da har huset stået tomt.

### Lapidarium
I årene op til 2013 gennemførte Styrelsen for Slotte og Kulturejendomme med støtte fra TrygFonden en brandsikring af det 8.000 etagekvadratmeter store bryghus, for at gøre det muligt at åbne bygningen for offentligheden. Fra 2013 til 2014 blev bryghuset med støtte fra Almenfonden indrettet som lapidarium (Kongernes Lapidarium), hvor styrelsens samling af gamle skulpturer fra statens slotte og haver, som tidligere stod på lukkede magasiner, bliver opbevaret og fremvist.

## Arkitektur
Bryghuset er på ca. 8.200 m² fordelt på syv etager. Facaden er beklædt med munkesten. Stueetagen er i sten med murede hvælv og har karakter af et fæstningsværk. Over den er et stenloft og over det igen findes der fem lofter udført i træ. Af udseende minder de sidste om andre pakhuse.